# Äusserer Knorrkogel
L'Äußerer Knorrkogel est une montagne qui s’élève à 2 920 m d’altitude dans les Hohe Tauern, en Autriche.